# Eugène de Rastignac
Pour les articles homonymes, voir Rastignac.
Eugène de Rastignac est un personnage romanesque d'Honoré de Balzac, dont les aventures débutent dans Le Père Goriot (en revanche l'acte de naissance du personnage date d'une œuvre antérieure - La Peau de chagrin - publiée quelques années avant Le Père Goriot), et dont l'évolution va se poursuivre dans un nombre considérable de romans de La Comédie humaine.
Né en 1798, il est le fils ainé de nobles peu fortunés, vivant des revenus de la vigne, près de Ruffec, aux alentours d'Angoulême, il a deux sœurs. Il s'installe à Paris pour suivre des études de droit. C'est un jeune homme ambitieux, qui regarde la « bonne société » avec des yeux à la fois surpris et envieux et qui va se montrer prêt à tout, pour parvenir à ses fins. Élégant, bien éduqué, brun aux yeux bleus, il fait chavirer les femmes du monde, ce qui va faciliter son ascension sociale.
Il est, avec Vautrin et Lucien de Rubempré (avec lequel il partage l’âge et la région d'origine) l'un des principaux personnages récurrents qui structurent la Comédie humaine.
Adolphe Thiers, alors jeune libéral, aurait servi de modèle à Balzac. En effet, comme Thiers, Eugène de Rastignac épouse la fille de sa maîtresse. Aujourd'hui, le terme de « Rastignac » désigne un arriviste, un « jeune loup aux dents longues ».

## Chronologie de Rastignac dansLa Comédie humaine
Plus que tout autre personnage, nous pouvons suivre le parcours et l’évolution d'Eugène de Rastignac. Seule sa jeunesse à Angoulême ne fait pas l'objet d'un épisode romanesque.
- 1819 : Le Père Goriot (écrit en 1835). Rastignac, jeune étudiant de 22 ans (en fait, il a 21 ans d’après sa mère, Rastignac se vieillit d’un an lors d’une conversation avec sa cousine, madame de Beauséant), confronté au cynisme des uns (dont Vautrin) et aux duperies des autres, il devient amant de Delphine de Nucingen. Après la mort du père Goriot, il pousse son célèbre cri « À nous deux maintenant !», que Balzac complète par un ironique : « Et pour premier acte du défi qu'il portait à la Société, Rastignac alla dîner chez madame de Nucingen. » Le cri d'un arriviste.
- 1821-1822 : Illusions perdues (écrit de 1836 à 1843). Rastignac, devenu expert en luttes d’influence, louvoie dans la société. Il sait aussi bien éliminer ceux qui le gênent, que se mettre dans le sillage des hommes qui montent.
- 1822 : Le Cabinet des Antiques (écrit en 1833)[3]. Rastignac est devenu membre à part entière du monde des « roués parisiens », ces meneurs de la société, qu’il admirait tant, lors de son arrivée à Paris.
- 1823 : Étude de femme (paru en février 1830, publié en volume en 1831, remanié pour la dernière fois en 1842). Rastignac est alors âgé de 25 ans, selon Bianchon, narrateur de cette nouvelle, qui montre son ami tenté par la marquise de Listomère, dans une histoire amoureuse qui restera sans suite.
- 1828 : L'Interdiction (écrit en 1836). Rastignac a commencé à profiter, aux côtés de Delphine de Nucingen. Il a déjà quatorze mille livres de rente, il a doté et marié ses sœurs et songe à quitter Delphine au profit d’une femme fortunée, la marquise d'Espard. Il reste fidèle aux « mercredis » de Célestine Rabourdin, salon où il retrouve Lucien de Rubempré, Horace Bianchon et un certain nombre d'intellectuels parisiens.
- 1829-1831 : La Peau de chagrin (écrit en 1831). Rastignac a grandement évolué : il est aujourd’hui désabusé, cynique, joueur, «viveur», à la limite de la débauche et de l’autodestruction.
- 1833-1836 : La Maison Nucingen (écrit en 1837). L’action de ce livre se situe en 1836 mais une conversation entre quatre journalistes révèle l’ascension de Rastignac : encore sans le sou en 1827, Rastignac a rompu en 1833 avec Delphine de Nucingen, mais il travaille toujours avec son mari, qui l’associe à des opérations frauduleuses et lui permet de gagner quatre cent mille francs, et de se constituer une rente de quarante mille livres. Il est en passe, en 1836, de devenir ministre, pair de France, etc.
- 1840 : Le Député d'Arcis (commencé en 1847, inachevé à la mort de Balzac, puis paru en 1854 grâce au concours dévoué de Charles Rabou qui s’acquitte là d’une promesse faite à Balzac, avant sa mort). Rastignac est pour la seconde fois ministre, il vient d’être fait comte et suit les traces de Nucingen. Il a épousé en 1839 la fille de Delphine et du baron de Nucingen. Le comte Maxime de Trailles, relation de Rastignac, définit ainsi son parcours : « Vous avez fini par épouser l’unique héritière des millions de Nucingen, et vous l’avez bien gagné… vingt ans de travaux forcés ! »
- 1845 : Les Comédiens sans le savoir (écrit en 1845). Rastignac a 48 ans. Le caricaturiste Jean-Jacques Bixiou dit de lui : « Il a trois cent mille livres de rentes, il est pair de France, le roi l’a fait comte, c’est le gendre de Nucingen, et c’est un des deux ou trois hommes d’État enfantés par la Révolution de juillet ; mais le pouvoir l’ennuie quelquefois, et il vient rire avec nous… »

## Romans dans lesquels le personnage apparaît
- Le père Goriot
- Splendeurs et misères des courtisanes
- Melmoth réconcilié
- Ursule Mirouët
- Une ténébreuse affaire
- Les Secrets de la princesse de Cadignan
- Autre étude de femme
- La Cousine Bette
- Béatrix
- La peau de Chagrin
- Illusions perdues